# Карл Беккер
Карл Беккер (нім. Carl Becker; 16 січня 1895, Фарель — 24 березня 1966, Гайдельберг) — німецький воєначальник, генерал-лейтенант вермахту (1 жовтня 1943). Кавалер Лицарського хреста Залізного хреста з дубовим листям.

## Біографія
Учасник Першої світової війни. 11 жовтня 1919 року демобілізований, поступив на службу в поліцію. 15 жовтня 1934 року перейшов у вермахт. З 1 лютого 1937 по 10 травня 1940 року — командир 3-го батальйону 37-го піхотного полку. З 10 грудня 1940 року — командир 18-го піхотного полку 6-ї піхотної дивізії. Учасник німецько-радянської війни, відзначився у боях під Ржевом. З 1 січня 1943 року — командир 2-ї авіапольової, з 18 січня 1943 року — 253-ї піхотної дивізії. 9 травня 1945 року в районі Праги здався в полон радянським військами. 28 червня 1948 року військовим трибуналом засуджений до 25 років таборів. 12 жовтня 1955 року переданий владі ФРН і звільнений.

## Нагороди
- Військовий Хрест Фрідріха-Августа (Ольденбург)
  - 2-го класу (14 липня 1915)
  - 1-го класу (13 серпня 1916)
- Залізний хрест
  - 2-го класу (23 липня 1915)
  - 1-го класу (17 червня 1917)
- Хрест «За військові заслуги» (Австро-Угорщина) 3-го класу з військовою відзнакою (13 травня 1918)
- Королівський орден дому Гогенцоллернів, лицарський хрест з мечами (23 серпня 1918)
- Орден Заслуг герцога Петра-Фрідріха-Людвіга, почесний лицарський хрест 2-го класу з мечами (23 серпня 1918)
- Нагрудний знак «За поранення» в золоті (31 серпня 1918)
- Почесний хрест ветерана війни з мечами (19 січня 1935)
- Медаль «За вислугу років у Вермахті» 4-го, 3-го і 2-го класу (18 років) (2 жовтня 1936) — отримав 3 медалі одночасно.
- Застібка до Залізного хреста
  - 2-го класу (12 жовтня 1939)
  - 1-го класу (10 червня 1940)
- Медаль «За Атлантичний вал» (30 березня 1940)
- Почесна застібка на орденську стрічку для Сухопутних військ (29 вересня 1941)
- Сертифікат Пошани Головнокомандувача Сухопутних військ Вермахту (4 жовтня 1941)
- Німецький хрест в золоті (18 жовтня 1941)
- Медаль «За зимову кампанію на Сході 1941/42» (1 серпня 1942)
- Лицарський хрест Залізного хреста з дубовим листям
  - лицарський хрест (29 жовтня 1942)
  - дубове листя (№829; 14 квітня 1945)
- Двічі відзначений у Вермахтберіхт (24 жовтня 1943 і 10 жовтня 1944)